# Boronia imlayensis
Boronia imlayensis är en vinruteväxtart som beskrevs av Duretto. Boronia imlayensis ingår i släktet Boronia och familjen vinruteväxter. Inga underarter finns listade i Catalogue of Life.